# جکانوویتسه (استان لهستان بزرگ‌تر)

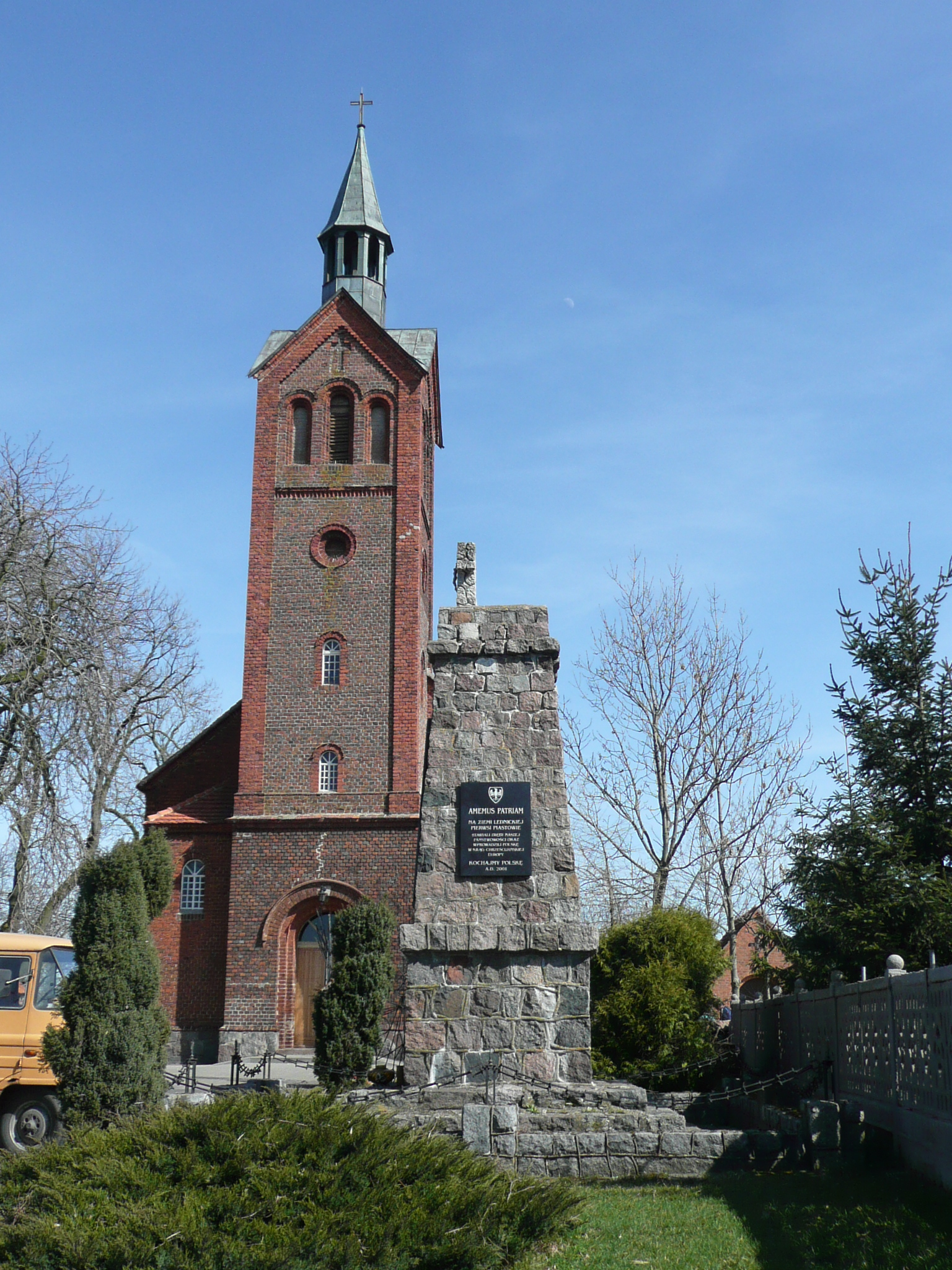
نمای بیرونی کلیسایی در جکانوویتسه

جکانوویتسه (به لهستانی:  Dziekanowice) یک روستا در لهستان است که در گمینا ووبووو واقع شده‌است.